# Ernest Geoffroy de Villeneuve
Pour les articles homonymes, voir Villeneuve.
Ernest Louis Geoffroy de Villeneuve est un homme politique français né le 20 octobre 1803 à Paris et mort le 30 mai 1865 à Paris.

## Biographie
Il est le fils de René-Claude Geoffroy de Villeneuve et le petit-fils de Étienne Louis Geoffroy.
Maire de Chéry-Chartreuve, conseiller général et député de l'Aisne de 1852 à 1865, il est également officier de la Légion d'honneur.

## Sources
- « Ernest Geoffroy de Villeneuve », dans Adolphe Robert et Gaston Cougny, Dictionnaire des parlementaires français, Edgar Bourloton, 1889-1891 [détail de l’édition]